# Luigi (moneta)
Il luigi è una moneta d'oro francese. Nel 1640 Luigi XIII decide di riformare il sistema monetario francese basandolo su tre pezzi:
- il luigi d'oro che sostituì il franco in circolazione dall'epoca di Giovanni II detto il buono
  - doppio luigi d'oro
  - luigi d'oro
  - mezzo luigi d'oro

- il luigi d'argento o écu (scudo)
  - mezzo scudo
  - quarto di scudo
  - dodicesimo di scudo, detto anche petit louis (o luigino)

- il 'liard', moneta di rame, a partire dal 1656 (demonetizzata nel 1856)

Questo sistema monetario rimase in vigore fino al regno di Luigi XVI e cambiò nel 1792 all'inizio della rivoluzione francese quando venne reintrodotta la denominazione in livres.

## Descrizione di un luigi d'oro di Luigi XIII (1610-1643)
- dimensione: ±25 mm, peso: 6,75 g
- dritto: testa del re cinta d'alloro girato a destra, intorno: "LVD•XIII•D•G• - FR•ET•NAV•REX" (Luigi XIII per grazia di Dio re di Francia e Navarra)
- rovescio: croce formata da quattro coppie di L sormontate da corone e separate da gigli, simbolo di zecca in un cerchio. Intorno "CHRS REGN VINC IMP" (Cristo regna, vince e comanda).
- Incisore: Jean Varin (1604 - 1672)

## Descrizione di un luigi d'oro di Luigi XIV (1643-1715)
- dimensione: ±25 mm, peso: 6,75 g
- dritto: testa del re cinta d'alloro girato a destra, con la seguente scritta in latino: "LVD XIIII DG - FR ET NAV REX", cioè "Luigi XIV per grazia di Dio re di Francia e di Navarra"
- rovescio: croce formata da quattro coppie di L sormontate da corone e separate da gigli, simbolo di zecca al centro. La scritta "CHRS REGN VINC IMP", cioè "Cristo regna, vince e comanda".
- Incisore: Jean Varin (1604 - 1672)

## Descrizione di un luigi d'oro di Luigi XV (1715-1774)
- dimensione: ±24 mm, peso: 8,16 g
- dritto: testa del re cinta d'alloro girato a sinistra, con la seguente scritta in latino: "LVD XV DG - FR ET NAV REX", cioè "Luigi XV per grazia di Dio re di Francia e di Navarra"
- rovescio: scudi ovali inclinati di Francia e Navarra sormontati da una corona, la lettera A nella parte inferiore. La scritta "CHRS REGN VINC IMP", cioè "Cristo regna, vince e comanda".
- Incisore: Norbert Roëttiers (1703-1748)